# Lemvigbanen

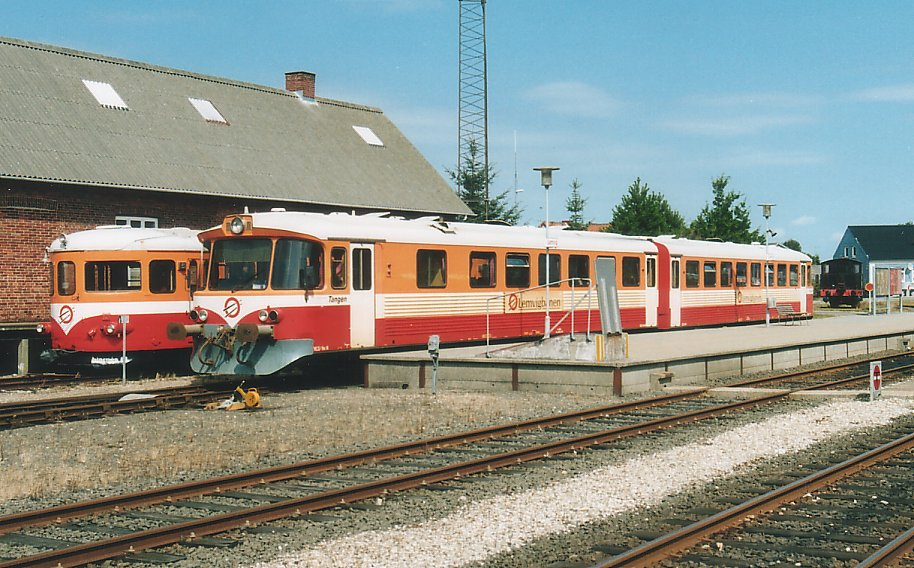
Y-tog i Lemvig

Lemvigbanen är en dansk järnvägslinje som mellan Vemb och Thyborøn i Region Midtjylland i Västjylland i Danmark. Banan drivs av Midtjyske Jernbaner, som ägs av Midttrafik.

## Trafik
Det går persontåg en dubbeltur per dryg timme på denna bana. Körtiden är cirka 65 minuter.
Tågtyp är Y-tog, även kallad Lynette.

## Historik
Banan invigdes 1879 som privatbana på sträckan mellan Vemb och Lemvig. Fortsättningen mot Thyborøn öppnades 1899.